# Зиная, Бранко
Бра́нко Зи́ная (хорв. Branko Zinaja; 28 сентября 1895, Вараждин, Королевство Хорватия и Славония, Австро-Венгрия — 20 сентября 1949, Опатия, ФНРЮ) — югославский хорватский футболист, нападающий. Участник Олимпиады 1924 года. Младший брат Душана Зиная.

## Карьера

### Клубная
Всю свою игровую карьеру провёл в загребском клубе ХАШК.

### В сборной
В составе главной национальной сборной Королевства СХС дебютировал 28 октября 1921 года в проходившем в Праге товарищеском матче со сборной Чехословакии, в том матче Бранко забил и свой первый гол за сборную, однако, его команда проиграла со счётом 1:6. Последний раз сыграл за сборную 10 июня 1923 года в проходившем в Бухаресте товарищеском матче со сборной Румынии, причём, в этом матче участвовал и его старший брат Душан, что вошло в историю как первый случай, когда в составе сборной Югославии (Королевства СХС) на поле одновременно играли два брата. Последний гол забил на 86-й минуте проходившего в Кракове товарищеского матча со сборной Польши, этот мяч стал победным для его команды, которая со счётом 2:1 одержала первую в своей истории выездную победу. Был в заявке команды на Олимпиаде 1924 года, однако, на поле не выходил. Всего провёл за главную сборную страны 6 матчей, в которых забил 4 мяча.

## После карьеры
По профессии Бранко был налоговым инспектором. Умер Бранко Зиная на 54-м году жизни 20 сентября 1949 года в городе Опатия.